# Juste Perrot
Juste Perrot (* in Paris; † 30. März 1643 in Grande Chartreuse, Grenoble) war ein französischer Kartäuser.

## Leben
Perrot stammte aus einer Pariser Adelsfamilie. In seiner Jugend war er Soldat.
Perrot trat in die Grande Chartreuse ein und wurde 1618 Prokurator von Vilette und Sekretär von Generalminister Bruno d’Affringues. Der Aufstieg ist mit zwei weiteren führenden Kartäusern verbunden: Gervais Massé und Alphonse-Louis du Plessis de Richelieu. Alle drei begannen ihre Aufstieg in der Ordenshierachie in der Grande Chartreuse unter Bruno d’Affringues. Im Februar 1631 erlitt d’Affringues einen Schlaganfall. Er war gelähmt und bewegungsunfähig. Im Generalkapitel von 1631 wurde d’Affringues Rücktritt angenommen und Perrot zum Nachfolger als Prior der Grande Chartreuse und Generalminister des Kartäuserordens gewählt. Wenige Tage nach der Wahl versicherte er Richelieu seine Treue und bezeichnete sich als sein Geschöpf.
Die Geschicke der Grande Chartreuse wurde von einem Triumvirat geleitet. Gervais Massé kümmerte sich mit Richelieu um die weltlichen Dinge der Grande Chartreuse. Dabei waren sie auch in die Intrigen verstrickt, die das Jahrhundert prägten. Perrot war für die Beziehung mit den anderen Häusern des Kartäuserordens zuständig.
In seiner Amtszeit setzte er die Baumaßnahmen seines Vorgängers fort und vergrößerte die Grande Chartreuse. Nachdem der Kreuzgang vergrößert war, konnten mehr Novizen aufgenommen werden. Kurz vor seinem Tod bat er das Generalkapitel, die Steuer für das Generalkapitel für jedes Ordenshaus zu verdoppeln, um die Kirche der Grande Chartreuse zu vergrößern.